# David Dahl
Pour les articles homonymes, voir Dahl.
David Martin Dahl (né le 1er avril 1994 à Birmingham, Alabama, États-Unis) est un joueur de champ extérieur des Brewers de Milwaukee de la Ligue majeure de baseball.

## Carrière
David Dahl est le 10e athlète sélectionné au total repêchage 2012 des joueurs amateurs et est le choix de première ronde des Rockies du Colorado. Il perçoit une prime à la signature de 2,6 millions de dollars pour son premier contrat professionnel avec Colorado. 
Il débute en 2012 sa carrière professionnelle en ligues mineures avec des clubs affiliés aux Rockies. Jouant pour les Rock Cats de New Britain dans l'Eastern League en 2015, Dahl est victime d'une sérieuse blessure : une lacération de la rate après une violente collision au champ centre avec son coéquipier Juan Ciriaco. Il subit une splénectomie.
Il participe au match des étoiles du futur en 2016 à San Diego.
Dahl joue son premier match dans le baseball majeur pour Colorado le 25 juillet 2016. Il connaît des débuts remarquables et égale le record des majeures en en frappant au moins un coup sûr à ses 17 premiers matchs, rééditant l'exploit de Chuck Aleno pour Cincinnati en 1941. En 63 matchs joués à sa première année chez les Rockies, il réussit 70 coups sûrs dont 7 circuits et maintient une brillante moyenne au bâton de ,315.